# Søvind Sogn
Søvind Sogn er et sogn i Horsens Provsti (Århus Stift).
I 1800-tallet var Søvind Sogn anneks til Gangsted Sogn. Begge sogne hørte til Voer Herred i Skanderborg Amt. Gangsted-Søvind sognekommune blev ved kommunalreformen i 1970 indlemmet i i Gedved Kommune, der ved strukturreformen i 2007 indgik i Horsens Kommune.
I Søvind Sogn ligger Søvind Kirke.
I sognet findes følgende autoriserede stednavne:
- Brigsted (bebyggelse, ejerlav)
- Hestehave (areal)
- Langøerne (areal, ejerlav)
- Søvind (bebyggelse, ejerlav)
- Toftum (bebyggelse)
- Tyrrestrup Mark (bebyggelse)
- Vorsø (areal)
- Vorsø Kalv (areal)
- Ørbæk (bebyggelse, ejerlav)
- Ås (bebyggelse, ejerlav)
- Åsmost (bebyggelse)